# Gamerki Wielkie
Gamerki Wielkie (deutsch Groß Gemmern) ist ein Ort in der polnischen Woiwodschaft Ermland-Masuren. Er gehört zur Gmina Jonkowo (Landgemeinde Jonkendorf) im Powiat Olsztyński (Kreis Allenstein).

## Geographische Lage
Gamerki Wielkie liegt im Tal der Pasłęka (deutsch Passarge) südwestlich des Jezioro Gamerskie (Gemmern-See) im Westen der Woiwodschaft Ermland-Masuren, 22 Kilometer nordwestlich der Kreis- und Woiwodschaftshauptstadt Olsztyn (deutsch Allenstein).

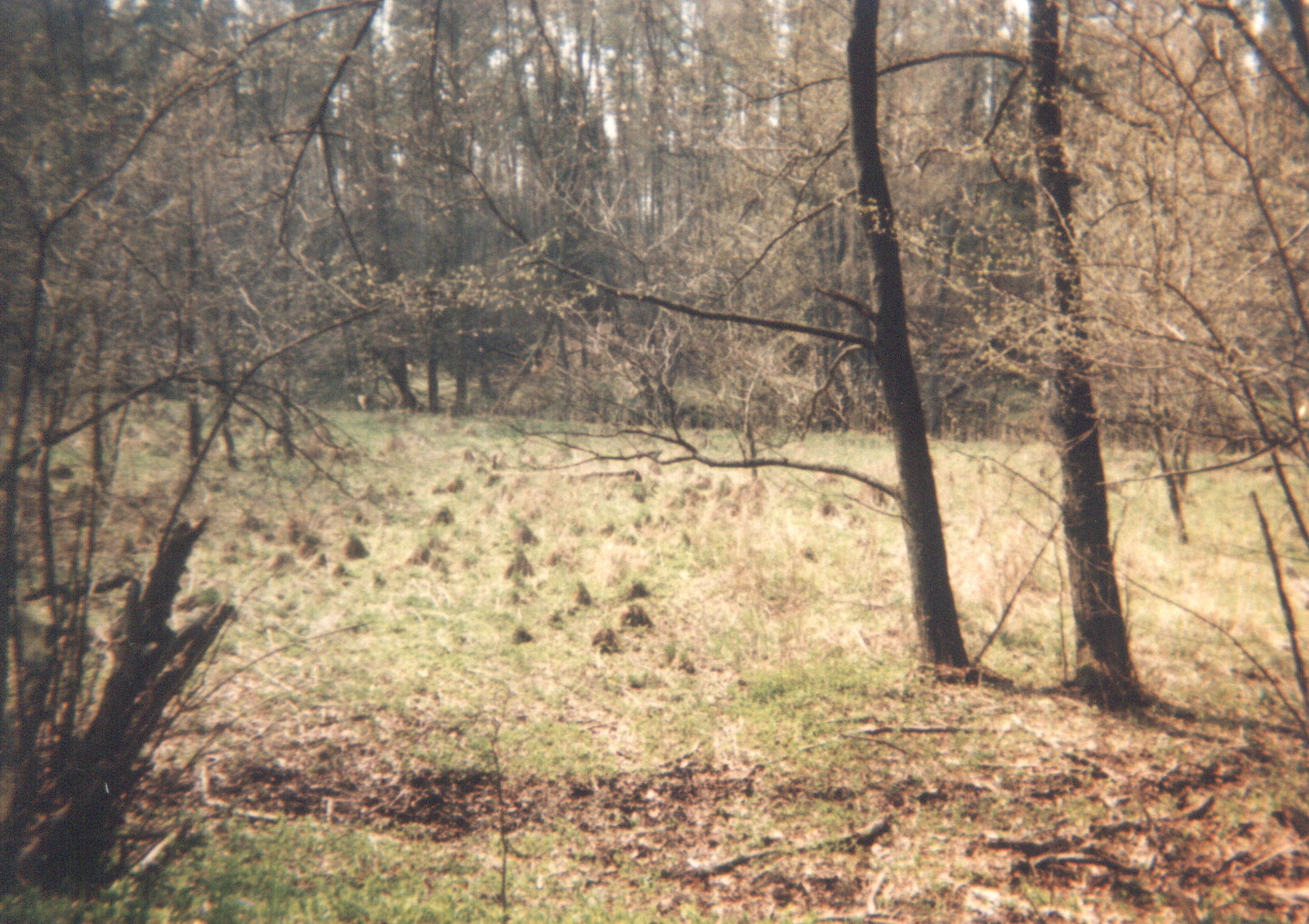
Waldlichtung bei Gamerki Wielkie

## Geschichte
Am 29. Juni 1355 erhielten die Brüder Ludwig und Petrus Land zur Gründung eines Ortes, der den Namen Kulmisch Gimmern (nach 1356: Groß Gimmern) erhielt. 1785 wies das köllmische Dorf sieben Feuerstellen auf, und bei der Volkszählung am 3. Dezember 1861 wurden sechs Wohngebäude bei 44 Einwohnern festgestellt.
Als 1874 der Amtsbezirk Kockendorf im ostpreußischen Kreis Allenstein errichtet wurde, wurde Groß Gemmern eingegliedert. Im Jahre 1910 zählte die Landgemeinde Groß Gemmern 71 Einwohner.
Am 17. Februar 1920 erhielt Groß Gemmern „Zuwachs“: der Nachbargutsbezirk Klein Gemmern (polnisch Gamerki Małe) wurde eingemeindet. Die Einwohnerzahl der so veränderten Gemeinde belief sich 1933 auf 117 und 1939 auf 89.
Als 1945 in Kriegsfolge das gesamte südliche Ostpreußen an Polen abgetreten wurde, erhielt Groß Gemmern die polnische Namensform „Gamerki Wielkie“. Heute ist das Dorf eine Ortschaft im Verbund der Landgemeinde Jonkowo (Jonkendorf) im Powiat Olsztyński (Kreis Allenstein), von 1975 bis 1998 der Woiwodschaft Olsztyn, seither der Woiwodschaft Ermland-Masuren zugehörig.

## Kirche
Bis 1945 war Groß Gemmern in die evangelische Kirche Locken (polnisch Łukta) in der Kirchenprovinz Ostpreußen der Kirche der Altpreußischen Union sowie in die römisch-katholische Kirche Neu Kockendorf (polnisch Nowe Kawkowo) im Bistum Ermland eingepfarrt.
Heute gehört Gamerki Wielkie katholischerseits immer noch zur Kirche in Nowe Kawkowo, die heute dem Erzbistum Ermland zugeordnet ist. Evangelischerseits ist Gamerki Wielkie in die Kirche Łęguty (Langgut) in der Diözese Masuren der Evangelisch-Augsburgischen Kirche in Polen eingegliedert.

## Verkehr

### Straße
Gamerki Wielkie liegt an der Kreisstraße (polnisch Droga powiatowa) DP 1203N, die von Wilnowo (Willnau) bis nach Jonkowo (Jonkendorf) führt und dort an die Straße nach Olsztyn (Allenstein) angebunden ist.

### Schienen
Seit dem 15. August 1883 ist Groß Gemmern resp. Gamerki Wielkie Bahnstation. Sie liegt an der PKP-Linie 220: Olsztyn–Bogaczewo (deutsch Allenstein–Güldenboden). 